# Classe Akademik Fersman
Le navi appartenenti alla classe Akademik Fersman (progetto B-93 secondo la classificazione russa) sono unità progettate per compiere ricerche geofisiche. Sono entrate in servizio nella seconda metà degli anni ottanta.

## Storia

### Impiego operativo
Le Akademik Fersman sono state costruite presso il cantiere navale di Stettino, in Polonia. Queste navi sono state progettate per svolgere attività di ricerca ed individuazione di giacimenti petroliferi sottomarini. Lo scafo è rinforzato, in modo da poter resistere al ghiaccio.  La classe originale contava nove unità, più altre due probabilmente mai ultimate.
Nel 2001, quattro risultavano ancora in servizio con enti ministeriali della Federazione Russa, una era operativa con la Guardia di Frontiera Federale (che la utilizzava per compiti di pattugliamento e SAR, dopo opportune modifiche), mentre le altre sono state vendute ad enti privati, oppure sono state noleggiate con contratti di lunga durata.

### Unità costruite
Come detto precedentemente, ne sono entrate in servizio nove.
| Akademik Fersman  | 24 gennaio 1985  | maggio 1986 | Ritirata dal servizio e venduta |
| Akademik Shatskiy | 19 luglio 1985   | 1986        | In servizio nel 2001            |
| Akademik Sel'skiy | 14 dicembre 1985 | 1986        | In servizio nel 2001            |
| Akademik Lazarev  | 1986             | 1986        | In servizio nel 2001            |
| Akademik Gubin    | 24 marzo 1987    | 1988        | Ritirata dal servizio e venduta |
| Akademik Nalivken | aprile 1987      | 1988        | Ritirata dal servizio e venduta |
| Akademik Nametkin | 12 luglio 1987   | 1988        | Ritirata dal servizio e venduta |
| Akademik Kreps    | gennaio 1988     | 1989        | Ritirata dal servizio e venduta |
| Akademik Nemkinov | 27 febbraio 1988 | 1989        | Ritirata dal servizio e venduta |

L'unità in servizio con la Guardia Frontiera porta il nome di Spastel' Proconchik, alla quale era stata venduta nel 1997.